# 308e régiment d'infanterie (France)
Le 308e régiment d'infanterie (308e RI) est un régiment d'infanterie de l'Armée de terre française constitué en 1914 avec les bataillons de réserve du 108e régiment d'infanterie.
À la mobilisation, chaque régiment d'active créé un régiment de réserve dont le numéro est le sien plus 200. 

## Création et différentes dénominations
- Août 1914 : 308e régiment d'infanterie
- 31 janvier 1918 : dissolution

## Chefs de corps
- 2 août 1914 - 1er septembre 1915 : Colonel de Roig-Bourdeville

## Drapeau
Batailles inscrites sur le drapeau.
Décorations décernées au régiment

## Historique des garnisons, combats et batailles du308eRI

### Affectations
- 62e division d'Infanterie d'août 1914 à avril 1917
- 81e division d'Infanterie d'avril 1917 à janvier 1918

### Par année
1916
Un des frères Ruellan, Louis, né 13 août 1878, capitaine au 308e RI, meurt le 22 novembre 1916  à Ablaincourt dans la Somme.

## Personnages célèbres ayant servi au308eRI
- Paul Loubradou, député de Bergerac (1936-1940).

## Sources et bibliographie
- Historique du 308e régiment d'infanterie : La grande guerre 1914-1918, Bergerac, Imprimerie générale du sud-ouest, 1920, 39 p., lire en ligne sur Gallica.